# John Ashcroft
John David Ashcroft (Chicago, 9 de mayo de 1942) fue el 79.º fiscal general de los Estados Unidos. 

## Biografía
Lo eligieron gobernador de Misuri en 1984, y reelegido en 1988 Fue elegido posteriormente senador. Ashcroft es miembro de la derecha del partido republicano. Es conocido por sus fuertes creencias cristianas.
Sirvió durante la primera administración del presidente George W. Bush, de 2001 a 2005.
En su primer año de ejercicio como Secretario de Justicia se acordó con el entonces presidente Bush en renombrar el edificio central del Departamento de Justicia en Washington D. C.: Edificio del Departamento de Justicia Robert F. Kennedy (Robert F. Kennedy Department of Justice Building). Lo hizo el 20 de noviembre de 2001, día del aniversario n.º 76 del fallecido fiscal general en un emotivo homenaje al carismático Robert F. Kennedy.
Fue el impulsor del Patriot Act, aprobado los días 24 y 25 de octubre de 2001 tras los atentados del 11 de septiembre de 2001, y criticado por algunas organizaciones de defensa de los derechos civiles. Tuvo como subordinado en la Office of Legal Counsel al profesor Jack Goldsmith, quien escribiría The Terror Presidency, donde relata los debates en torno a los memorandos sobre la tortura.
Su uso sistemático de la amenaza terrorista para justificar sus decisiones políticas, aun a riesgo de restringir las libertades civiles, terminaría por convertirlo a él mismo en sospechoso de tener segundas intenciones de carácter electoral.
Sin embargo, más tarde James Comey declaró ante el Comité Judicial del Senado que el 10 de marzo de 2004, Ashcroft —durante su hospitalización— expresó a Alberto Gonzales y Card "en términos muy firmes" sus preocupaciones legales sobre el Programa de Vigilancia del Presidente, preocupaciones que, según el testimonio de Comey, Ashcroft había formulado a partir de una reunión mantenida con él una semana antes. Comey declaró que Ashcroft luego dijo: “Pero eso no importa, porque yo no soy el Fiscal General. Ahí está el Fiscal General”, y señaló hacia mí —yo estaba justo a su izquierda. Los dos hombres [Gonzales y Card] no me reconocieron; se dieron la vuelta y salieron de la habitación.
El 9 de noviembre de 2004, al día siguiente de la reelección de Bush, John Ashcroft anunció su dimisión del gobierno por razones de salud.
El 3 de febrero de 2005, dejó el Departamento de Justicia en manos de Alberto Gonzales, el exasesor jurídico de la Casa Blanca, ascendido a fiscal general de los Estados Unidos.
| Predecesor: Janet Reno | fiscal general de los Estados Unidos 2 de febrero de 2001 - 3 de febrero de 2005 | Sucesor: Alberto R. Gonzales |